# Мезецкий, Даниил Иванович
Дани́ил Ива́нович Мезецкий (умер в 1628) — русский князь, сын князя Ивана Семёновича Мезецко́го; военный и государственный деятель, стольник с 1598 года, кравчий с 1599 года, казначей с 1607 года, окольничий с 1608 года, боярин с 1617 год, воевода и дипломат.

## Биография
Даниил начал свою службу в 1598 году, когда был пожалован царём Борисом Годуновым в стольники. 1 августа 1598 года он подписался в грамоте об избрании Бориса Годунова на царство. Был пожалован чином кравчего и упомянут («стоял у стола») при приёме Густава Ириковича (принца Густава Шведского), состоявшемся в 1599 году. Любимый стольник Бориса Годунова, был послан из Москвы с золотыми медалями и деньгами к воеводам, князьям Мстиславскому и Шуйскому, одержавшим победу над войсками Лжедмитрия I под Добрыничами (1605).

### Карьера
- 1598 — стольник
- 1599 — кравчий
- 1607 — казначей
- 1608 — окольничий
- 1617 — боярин

### Служба при Василии Шуйском
Даниил участвовал в боях с болотниковцами и получил награду от царя Василия Шуйского (зима 1606—1607). В том же году — 2-й голова при князе Михаиле Васильевиче Скопине-Шуйском во время обороны Москвы от повстанческой армии Ивана Болотникова. 6 декабря 1607 был пожалован в казначеи, а в следующем, 1608 году — в окольничие).
С 1607 по 1610 годы служил воеводой в различных полках, направлявшихся царём против Болотникова и Лжедмитрия II. Вместе с И. Н. Ржевским был послан из Москвы на Смоленщину, чтобы вернуть её под царскую власть, затем назначен вторым воеводой передового полка в походе под командованием князя Ивана Шуйского под Калугу и вскоре отправлен к Калуге в войско под предводительством князей Фёдора Ивановича Мстиславского и Михаила Васильевича Скопина-Шуйского, против повстанцев, где командовал передовым полком. В 1607 году в сражении на реке Вырке под Калугой, когда царские воеводы разгромили болотниковцев, Даниил был ранен. Затем он участвовал в походе царя на Тулу, из которой был отправлен против мятежников, взяв города Крапивну и Одоев, и оставив в них гарнизоны. При обороне Москвы от войск Лжедмитрия II был вторым дворовым воеводой, затем до весны стоял с царским полком у Никитских ворот (1608). С весны — второй воевода Царского полка у Никитских ворот.
В 1608 году князь был включён в состав посольства Михаила Скопина-Шуйского, отправленного в Новгород для сбора ополчения и переговоров со шведским королём о военной помощи, затем в качестве воеводы вступил в войско под командованием Михаила Скопина-Шуйского. Весной 1610 года вместе с князем Андреем Васильевичем Голицыным и Григорием Леонтьевичем Валуевым был отправлен из Москвы на Можайск. Был одним из воевод в неудачной Клушинской битве (июнь 1610).

### При Семибоярщине
После свержения Василия Шуйского, находившийся в должности окольничьего Даниил вместе с князем Голицыным, Мстиславским и Шереметьевым принял для переговоров гетмана Жолковского и выслушал его предложение об избрании русским царём сына короля Речи Посполитой Сигизмунда III Вазы королевича Владислава Вазы, принял участие в Совете бояр, решивших просить королевича Владислава на московский трон, подписался в грамоте этого совета (17 августа 1610) и получил наказ ехать в составе посольства к Сигизмунду III с просьбой отпустить сына на Московское княжение. В сентябре 1610 года вошёл в состав боярского посольства под руководством князя Василия Васильевича Голицына и ростовского митрополита Филарета Романова, отправленного из Москвы под Смоленск. В составе посольства был представлен королю Сигизмунду и произнёс речь об истинных причинах посольства. В 1611 году вместе с Голицыным и Филаретом был арестован и отправлен в Польшу.
В 1612 году Сигизмунд III Ваза отправил Мезецкого в Москву, чтобы он сообщил правительству Семибоярщины условия для воцарения на русском царском престоле его сына Владислава, пожаловав при этом село Мышкино и сельцо Семенцево в Ярославском уезде. По дороге князь бежал в расположение второго ополчения и присоединился к нему.

### Служба при Михаиле Фёдоровиче
В 1613 году Даниил участвовал в Земском соборе, подписал соборную грамоту об избрании на царский престол Михаила Фёдоровича Романова и встречал его в селе Братовщина, затем вошёл в состав правительства нового царя.
В 1614 году был одним из воевод в неудачном походе на Новгород и битве под Бронницей, а также послом на съезде с немецкими (шведскими) послами (ноябрь 1614). Подписался в числе окольничих в грамоте к польским панам Рады о назначении съезда для заключения мира (декабрь 1614). Представлял Государю английского посла Мерика и «был в ответе с ним» (вёл переговоры), именуясь Суздальским наместником (январь 1615). Во время путешествия Государя в Троице-Сергиев монастырь оставался на Москве вторым по старшинству (1615).
В конце 1616 года Даниил вместе с боярином Фёдором Ивановичем Шереметевым во главе русской делегации был отправлен на переговоры со шведами по поводу возвращения Новгорода и заключения мирного договора. В декабре русские и шведские послы встретились в деревне Столбово под Тихвином и начали мирные переговоры. В феврале 1617 года был заключён Столбовский мир, завершивший русско-шведскую войну (1610—1617). В награду за это 1 октября 1617 года Мезецкий был пожалован царём Михаилом Фёдоровичем в бояре и в тот же день обедал у Государя. В 1618 году, уже будучи боярином, Даниил участвовал в обороне Москвы от польско-литовской армии Владислава Вазы. В (октябре-декабре 1618) он вместе с Шереметевым и окольничим Артемием Измайловым заключил Деулинское перемирие между Русским царством и Речью Посполитой.
При приёме немецких послов Мезецкий сидел по левую руку от царя и при присяге держал мису, на которой лежал животворящий крест (18 апреля 1618). Затем он вместе с Шереметевым был отправлен в Вязьму для обмена пленными и встречи возвращавшегося из польского плена Филарета Романова (март 1619). С 1620 по 1622 годы находился на воеводстве в Великом Новгороде. На свадьбе царя Михаила Фёдоровича с княжной Марией Владимировной Долгорукой «сидел у яств Государя», а также был у «Государя дворецким у отдачи» (19 сентября 1624). На церемонии встречи персидского посла Рустам-Бека выставлял 10 человек (25 февраля 1625), а при проводах сидел «в золоте» между боярами (17 мая 1625). На второй свадьбе царя с Евдокией Лукьяновной Стрешневой «ходил звать Государя» на обряд венчания и при этом произносил краткую речь (29 января 1626). В апреле-ноябре 1626 года участвовал в переговорах со шведскими послами. В 1627—1628 годы являлся главой Пушкарского приказа. Владел вотчиной в Московском уезде.

### Смерть
Даниил умер в июле 1628 года, приняв перед смертью монашеский постриг под именем Давида, похоронен в Пафнутьев-Боровском монастыре.

## Семья
Был женат дважды:
1. На Безобразовой Стефаниде Андреевне
2. На Безобразовой Матрёне Андреевне (ум. 1627)[3]. По нём и его жене дан вклад в Боровский-Пафнутьев монастырь[2].

Дети по родословной росписи князей Мезецких не указаны.